# Mateo Garralda
Mateo Garralda Larumbe, né le 1er décembre 1969 à Burlada, Navarre, est un ancien joueur de handball espagnol évoluant au poste d'arrière droit.
Avec la sélection espagnole, il a participé à 4 éditions des Jeux olympiques : deux médailles de bronzes en 1996 à Atlanta et 2000 à Sydney, cinquième en 1992 à Barcelone et septième en 2004 à Athènes. En Tunisie en 2005, il devient champion du monde et est élu meilleur arrière droit de la compétition.
Il est également l'un des trois seuls joueurs avec Nikola Karabatic, Mikhaïl Iakimovitch et José Javier Hombrados à avoir gagné la Ligue des champions avec trois clubs différents : en 1994 avec le Teka Cantabria, de 1996 à 1999 avec le FC Barcelone et en 2001 avec le Portland San Antonio. Il a par ailleurs gagné chaque année une coupe d'Europe entre 1993 et 2001, soit pendant neuf années consécutives et ce avec trois clubs différents.

## Résultats
Compétitions internationales
- Ligue des champions (6) : 1994 (avec Teka Cantabria), 1996, 1997, 1998 et 1999 (avec FC Barcelone) et 2001 (avec Portland San Antonio)
- Coupe des coupes (3) : 1995, 2000 et 2004
- Coupe de l'EHF (1) : 1993
- Supercoupe d'Europe (4) : 1996, 1997, 1998 et 2000

Compétitions internationales
- Championnat d'Espagne (8) : 1993, 1994, 1996, 1997, 1998, 1999, 2002 et 2005
- Coupe d'Espagne (3) : 1997, 1998 et 2001
- Coupe ASOBAL (2) : 1995 et 1996
- Supercoupe d'Espagne (3) : 1993, 1997 et 1998
- Championnat du Danemark (1) : 2009

### Sélection nationale
Mateo Garralda cumule 233 sélections et 593 buts en équipe d'Espagne entre le 1er août 1988 et le 1er février 2007 :
Jeux olympiques
- 5e place aux Jeux olympiques 1992 de Barcelone
- Médaille de bronze aux Jeux olympiques 1996 d'Atlanta
- Médaille de bronze aux Jeux olympiques 2000 de Sydney
- 7e place aux Jeux olympiques 2004 d'Athènes

Championnats du monde
- 4e place au Championnat du monde B 1989
- 5e place au Championnat du monde 1990
- 5e place au Championnat du monde 1993
- 11e place au Championnat du monde 1995
- 8e place au Championnat du monde 1997
- 5e place au Championnat du monde 2001
- 4e place au Championnat du monde 2003
- Médaille d'or au Championnat du monde 2005
- 4e place au Championnat du monde 2007

Championnats d'Europe
- Médaille d'argent au Championnat d'Europe 1996
- 7e place au Championnat d'Europe 2002
- Médaille d'argent au Championnat d'Europe 2006

Autres
- Médaillé de bronze aux Jeux méditerranéens de 1987 à Lattaquié[2]
- Médaille de bronze à la Coupe du monde des nations en 1992

## Récompenses individuelles
- Meilleur arrière droit du Championnat du monde 1993
- Meilleur arrière droit du Championnat du monde 2005